# Acidcore
Acidcore of simpelweg acid is een aan breakcore gerelateerd subgenre van hardcore techno. Het heeft elementen van de acid techno en hardcore en onderscheidt zich door het hoge bpm en het gebruik van de Roland TB-303.

## Platenlabels
- Acid Anonymous
- Acid Assault
- Drop Bass Network
- Fraud
- Mononom
- Neurotrope
- Obs.Cur
- Outcast Clan
- Six Sixty Six Limited
- Underground Futuristic Organisation (UFO)
- Zodiak Commune Records - KORE Serie